# Nana Benz

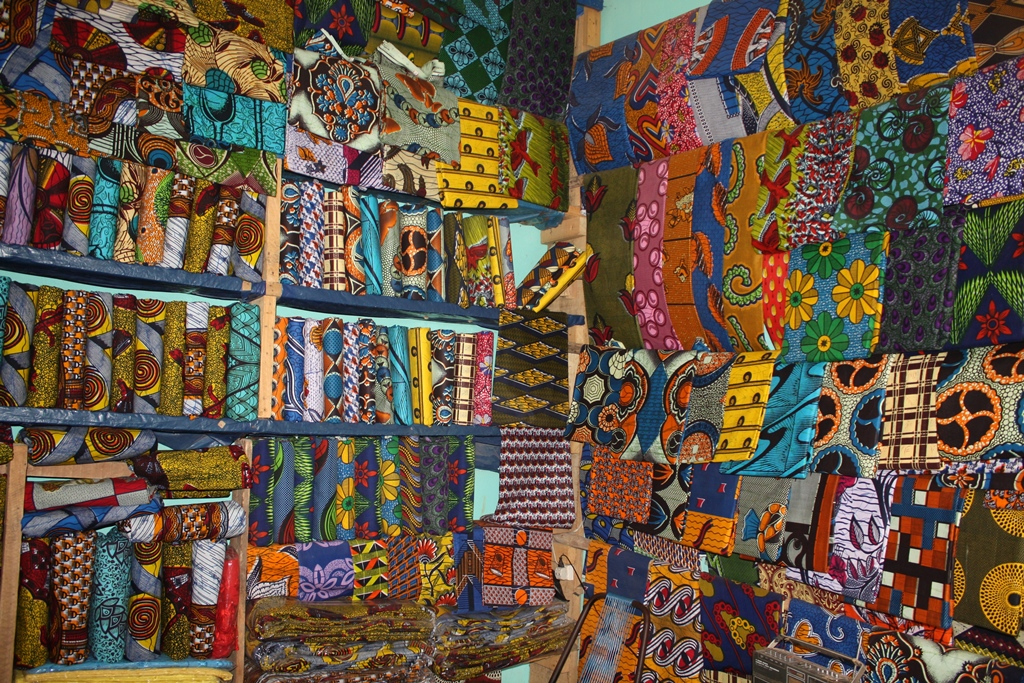
Boutique de wax en Afrique de l'Ouest

Les Nana Benz sont des femmes d'affaires, originaires du Togo, actives dans les années 1960 à 1980 dans le commerce lucratif de pagnes en wax hollandais.

## Origine du surnom
En langue minan (ou Gen), dans le sud du Togo, dont la plupart des Nana Benz sont originaires, « nana » est un terme affectueux et familier, un hypocoristique, venant de na (ou ena), concept classificatoire de la mère, qui signifient « mère » ou « grand-mère », perdant la dimension parentale originelle pour exprimer la marque de politesse et de respect due à leur position sociale,.
En outre, elles circulaient dans des véhicules de marque Mercedes-Benz,.

## Activités

### Activité textile

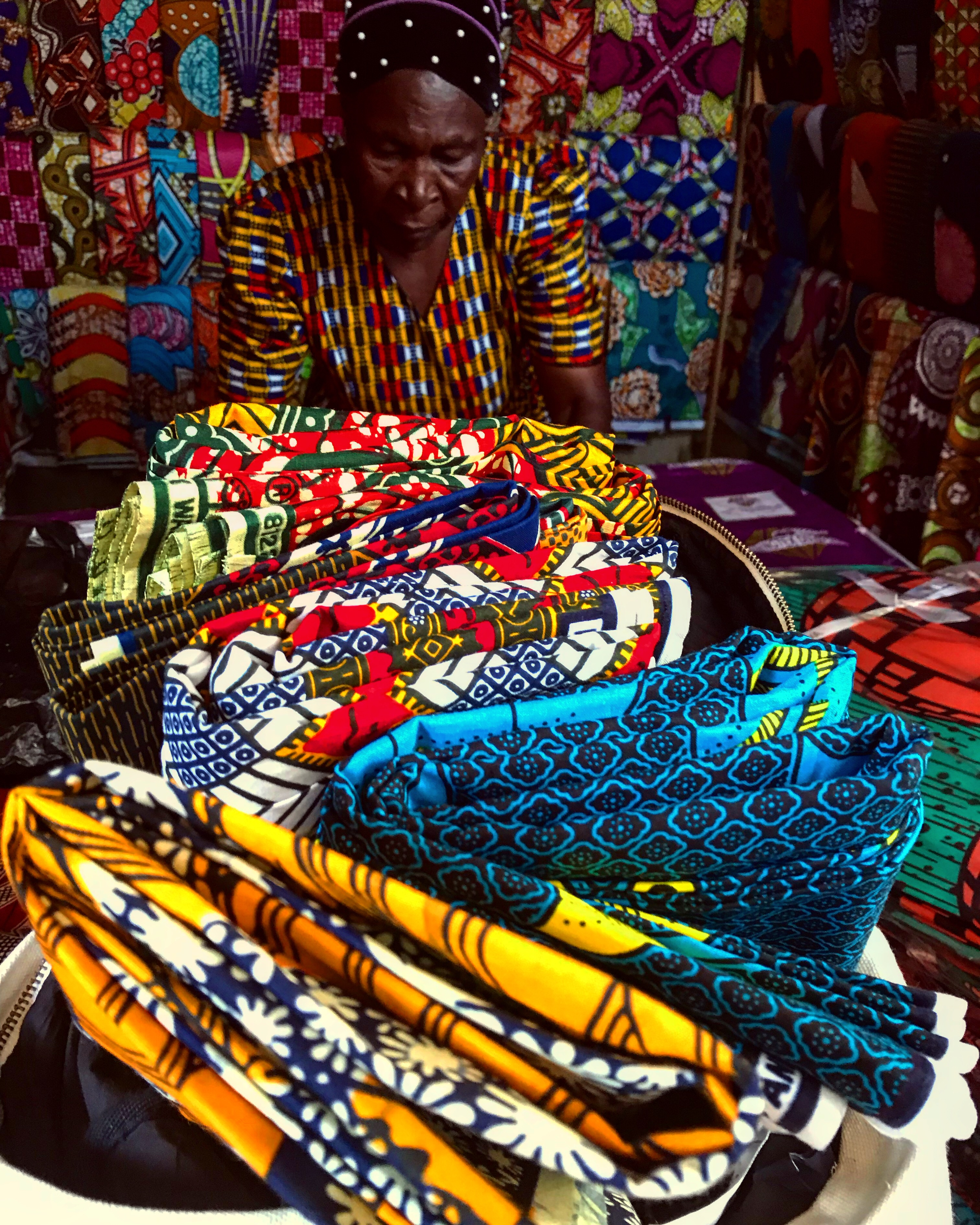
Vendeuse de wax à Arua, en Ouganda.

Les pagnes en wax (cire en anglais) sont faits de tissus fabriqués aux Pays-Bas et en Angleterre recouverts d'une fine couche de cire, par le processus de finalisation des motifs et couleurs, et cette couche de cire leur donne leur brillance et leur caractère hydrophobe.
Leur activité est initialement similaire à celle d'un grossiste : les Nana Benz achètent du tissu auprès des maisons de négoce pour le revendre à d'autres Ouest-africaines, notamment des Ghanéennes, des Ivoiriennes et des Béninoises.
Les Nana Benz ont inventé des noms ou expressions pour les motifs de Wax qu’elles vendaient : « L’œil de ma rivale », « Si tu sors je sors » ou encore « Ton pied, mon pied » (signifiant l'un et l'autre que la libre circulation n'est pas réservée aux hommes), « Mon mari est capable », etc. Leurs descendantes continuent d’en inventer de nouveaux, que les clientes adoptent rapidement. C’est tout un langage iconographique qui s’est créé, fait de symboles, de couleurs, de slogans,,.

### Engagements
Certaines  se tournèrent vers des activités philanthropiques : construction d'églises ou de structures de santé, investissement en faveur des enfants ou dans la culture. Conseillées par leurs enfants, dont elles ont financé la formation dans les  écoles ou universités européennes ou américaines, ou par des conseillers financiers , elles ont acheté des actions en bourse.

## Historique

### Naissance et prospérité
Le wax est très populaire au Ghana (alors la Côte-de-l'Or) depuis 1895. À la fin des années 1930, certaines jeunes Togolaises commencent à s'intéresser à ce tissu. Originaires d'Aného et n'ayant reçu que peu voire pas d'éducation, elles maîtrisent tout de même quelques-unes des langues parlées à Accra. Elles s'en vont donc jusqu'à la capitale ghanéenne toutes les semaines pour acheter du wax puis le revendre à Lomé. Le pays est alors en plein essor économique grâce à la découverte de phosphate dans les sols et beaucoup d'anciens marchands deviennent fonctionnaires. Les revendeuses prennent donc leur place sur le marché. Toutefois, les conflits sur l'éventuelle unification du peuple Ewe entrainent des tensions entre les deux pays qui poussent les Togolaises à se tourner vers les maisons de négoce installées dans le pays.
Cette activité prend une ampleur significative dans les décennies suivantes. Ces revendeuses ont progressivement remonté plus en amont, indépendamment des intermédiaires, jusqu'aux fabricants et jusqu'à la conception des motifs. Elles parviennent à convaincre Vlisco ou ABC, deux fabricants européens, de leur envoyer directement le tissu. Elles achètent également du tissu en provenance du Japon. Plusieurs accords commerciaux naissent alors, notamment avec Vlisco (qui est alors encore la famille Van Vlissingen) qui construit des entrepôts à proximité du Grand marché de Lomé et assure aux Nana Benz un monopole sur leurs produits. À l'époque, s'associer avec Vlisco ou ABC représentait une prise de risque majeure. Pour s'assurer de vendre, les Nana Benz associent des noms à chacun de leurs produits. La polygamie étant alors courante, beaucoup de noms évoquent la jalousie ou les relations amoureuses de manière générale.
Les Nana Benz deviennent ainsi les premières femmes millionnaires d'Afrique de l'Ouest. Leurs boutiques sont situées au sommet du Grand marché de Lomé. Elles investissent dans l'immobilier, notamment à Paris et à Lyon. Comme leur surnom l'indiquent, elles importent les premières Mercedes Benz du Togo, allant même jusqu'à les louer aux membres du gouvernement. Leur influence leur permet de fonder un syndicat et de se déplacer jusqu'aux Pays-Bas pour conseiller les créateurs.

### Entrée dans la mondialisation
À partir des années 1990, le marché du wax ralentit largement. A titre illustratif, Dédé Rose Creppy, l'une des plus fameuses Nana Benz, touche près de cent millions de francs CFA en 1998. Elle en gagnait presque deux milliards quelques années plus tôt. Ce phénomène a plusieurs origines. Le franc CFA est dévalué de 50 % en 1994. Cette dévaluation intervient alors que l'économie du pays est gelée à cause d'une grève entre novembre 1992 et août 1993 pour contester le régime autoritaire de Gnassingbé Eyadéma. A cela s'ajoute des fossés entre classes sociales qui se creusent durant les années 1980, la suspension des subventions de l'Union européenne entre 1993 et 2007. La classe moyenne togolaise cesse d'exister, ce qui handicape beaucoup les Nana Benz. D'un point de vue textile, le développement des friperies et la fin du monopole avec Vlisco ont également affaibli le marché togolais du wax. Enfin, la suppression des d'importations acheva de signer le déclin de cette activité en inondant le marché togolais de contrefaçons chinoises.

### Héritage
Grâce à leur fortune nouvellement acquise, les filles et petites-filles de Nana Benz sont scolarisées dans les meilleures écoles de commerce du monde, en Europe et en Amérique. Fortes de leurs connaissances en gestion, certaines décident de suivre le même chemin que leurs mères et de devenir revendeuses : ce sont les « Nanettes », « Nénettes » ou « Golden Ladies ». Elles s'allient avec les revendeurs chinois comme leurs aïeules se sont alliées avec Vlisco. Ces accords commerciaux ont mené à la commercialisation de wax moins cher et désormais largement accepté, si ce n'est par les Nana Benz
Elles ont formé de nouvelles générations de  commerçantes parmi leurs collaboratrices et les générations suivantes,, des successeuses quelquefois appelées les « Nanettes », les « Nénettes » ou les « Golden Ladies ». Fortes de leurs connaissances en gestion, les descendantes des Nana Benz suivent.
Dans les années 2000, des actions en justice sont menées en association avec Vlisco contre les vendeurs de contrefaçons. Elles sont menées par l'Association des revendeuses professionnelles de pagnes, qui est à ce moment présidée par Dédé Creppy. Ces tentatives n'ont toutefois pas eu de résultats concrets sur les ventes, le wax hollandais demeurant trop cher pour la plupart des Togolais. Les tissus chinois continuent donc de prédominer sur les marchés togolais. Le marché est à nouveau affaibli par l'incendie du marché de Lomé de 2013.
Les Nanettes essaient de relancer le commerce, notamment en ligne, avec des initiatives comme « Yesokaz ! ».

## Organisation

### Hiérarchie
Malgré une image de femmes très opulentes, seule une poignée de Nana Benz ont réellement fait fortune dans la revente de wax. Celles au plus bas de la hiérarchie touchent un revenu très modeste pour des conditions de travail rudes.

### Image publique
Dans l’imaginaire collectif, au foyer, ce sont elles qui ont assumé l’autorité réelle attribuée traditionnellement au mari, une substitution à l'autre genre qui n'est pas sans rappeler les Amazones du Dahomey, dans un autre temps et dans un autre domaine.

## Influence

### Politique
Elles ont soutenu des partis politiques et indépendantistes, notamment le Comité de l'unité togolaise, et Sylvanus Olympio. Après la création des premiers partis politiques au Togo (1946), les Nana Benz s'illustrent comme étant particulièrement patriotes, s'engageant auprès de partis parfois très radicaux.
Au lendemain du coup d'État du général Eyadéma, les Nana Benz entretiennent des relations étroites avec le nouveau gouvernement qui apprécie leur influence. Elles deviennent un élément clé du récit nationaliste du général qui les présente comme le symbole de la réussite sociale et économique du pays naissant.

### Économique
Cette réussite financière et économique des Nana Benz comporte toutefois des limites du point de vue du business model ou encore modèle économique. En effet, elles n'ont pas contribué à l'industrialisation de ce secteur d'activité du fait de la dépendance à l'importation de tissus étrangers. Ce qui a représenté une certaine vulnérabilité pour la durabilité et la pérennisation de leurs affaires sur plusieurs générations.

## Personnalités notables
- Eunice Adabunu
- Dédé Rose Creppy[28],[29]
- Marlène Adanlété-Djondo
- Patience Sanvee[4],[30].